# Арена да Байшада
«Ешта́діу Жоакі́м Аме́ріко Гімара́йнш» (порт. Estádio Joaquim Américo Guimarães), більш відомий як «Аре́на да Байша́да» (порт. Arena da Baixada) — футбольний стадіон у Куритибі, Бразилія. Тут відбувалися матчі Чемпіонату світу з футболу 2014.

## Історія
Стадіон побудований 1914 року на місці попередньої локації бразильської армії. 1934 року споруду перейменували на «Ештадіу Жоакім Амеріко Гімарайнш». У 1970-х стадіон закрили, відкрили в 1984 році, а 26 березня 1997 — знесли.
1999 року побудовано новий стадіон. 2005 року споруду перейменували на «Kyocera Арена», оскільки японська компанія «Kyocera» придбала права на назву.
Перший матч на старому стадіоні відбувся 6 вересня 1914 року між «Фламенгу» та «Інтернасьйонал» (Парана) (7–1), автором першого голу став гравець «Фла» Арналду.
Перший матч на новому стадіоні пройшов 24 вересня 1999 між «Атлетіку Паранаенсе» та колумбійським «Серро Портеньйо» (2–1), першим м'ячем у зустрічі відзначився гравець «Атлетіку» Лукас.
На початку 2008 року контракт із «Kyocera» закінчився, його не продовжили, тому повернули стару назву «Арена да Байшада».